# Agnières-en-Dévoluy
Agnières-en-Dévoluy – miejscowość i gmina we Francji, w regionie Prowansja-Alpy-Lazurowe Wybrzeże, w departamencie Alpy Wysokie.
Według danych na rok 1990 gminę zamieszkiwało 199 osób, a gęstość zaludnienia wynosiła 6 osób/km² (wśród 963 gmin regionu Prowansja-Alpy-W. Lazurowe Agnières-en-Dévoluy plasuje się na 616. miejscu pod względem liczby ludności, natomiast pod względem powierzchni na miejscu 299.).